# Палоци
Палоци (мађ. Palóc) су етничка група Мађара која је првобитно, по насељавању у Панонску низију живела у [северним деловима Мађарске, у области Фелфелд (мађ. Felföld).

## Географија
Земља Палоца се простирала од Матре (мађ. Mátra), планинског венца на северу Мађарске, и Бука (мађ. Bükk), околина градова Хонт (мађ. Hont), Ноград (мађ. Nógrád), Хевеш (мађ. Heves), Боршод (мађ. Borsod) и Гемер (мађ. Gömör) па на југу до града Мако (мађ. Mako) на југоистоку Мађарске, отприлике педесетак насеља је у питању. Највећи градови где живе Палоци су:
- Ипољшаг
- Римасомбат (мађ. Rimaszombat)
- Торнаља (мађ. Tornalja)
- Филек (мађ. Fülek)
- Егер
- Мишколц (мађ. Miskolc)
- Ђенђеш (мађ. Gyöngyös)

## Историја
Палоци се први пут спомињу у руским хроникама из 9. века, и то као Палоц – Куни који су остали у околини Кијева приликом мађарског насељавања карпатског басена. У току 11. и 12. века у мађарским документима се спомињу Куни које су Руси називали Половеци. Такође је нешто Палоца живело и на територији данашње Молдавије, али су се временом преселили на данашња станишта.
Палоци се први пут званично спомињу 1683. године. Главни разлог томе је што се никад нису признавали или опредељивали као посебна група већ су се утопили у мађарску већину. Бројност Палоца је приближно око 500.000, велика већина се данас сматра етничким Мађарима.

### Барке
За Барке (мађ. Barkók) се претпоставља да су једини сачувани оригинални остатак Палоца који су дошли у Панонску низију у 9. веку. Они, иако их је мали број, још чувају своју традицију. Живе у околини Озда (мађ. Őzd) и Рима-Хангоњ (мађ. Rima-Hangony) и Ходош (мађ. Hódos) потока у Мађарској. Њихово име се први пут помиње 1833. године у овом облику. Барке су католичке вероисповести.

## Култура и обичаји
Палоци су подељени у две групе, источне и западне и та подела се огледа у различитој народној ношњи, обичајима и народним играма. Разлог ове поделе је јак утицај словачке културе на западне Палоце, нарочито током 17. и 18. века.
Што се језика тиче Палоци су подељени у седам различитих група; имају седам различитих говорних карактеристика.
Главни извор прихода им је било прављење меда (пчеларство), ракије (мађ. pálinka) и пекмеза. Од стоке су имали полудивље животиње, које су држали на слободној испаши и чак су и у првој половини 20. века користили волове за вучу и обраду земљишта.
У узгоју култивисаних биљака, житарица и воћа, Палоци су увек пуно пажње посвећивали традицији и само су у тачно одређеним данима обрађивали (садили, брали, секли, жњели) земљу.
Велики утицај на Палоце је имала њихова предхришћанска вера и традиција (донесена из азијских степа), која је била пуна духова, вештица, вампира и коју су прилагодили савременој хришћанској религији.

## Публикације
- „Мађарски лексикон – Палоци”. mek.oszk.hu (на језику: мађарски).
- Dallos István (író) 1935: A nyitravidéki palócok. In: Nyitrai írók könyve. Nitra, 151 nn.
- Györffy György, 1968: A palócok eredete, a palóc etnikum kialakulása. In: A magyarság keleti elemei.